# Vollmersweiler
Vollmersweiler est une municipalité de la Verbandsgemeinde Kandel, dans l'arrondissement de Germersheim, en Rhénanie-Palatinat, dans l'ouest de l'Allemagne.

## Références

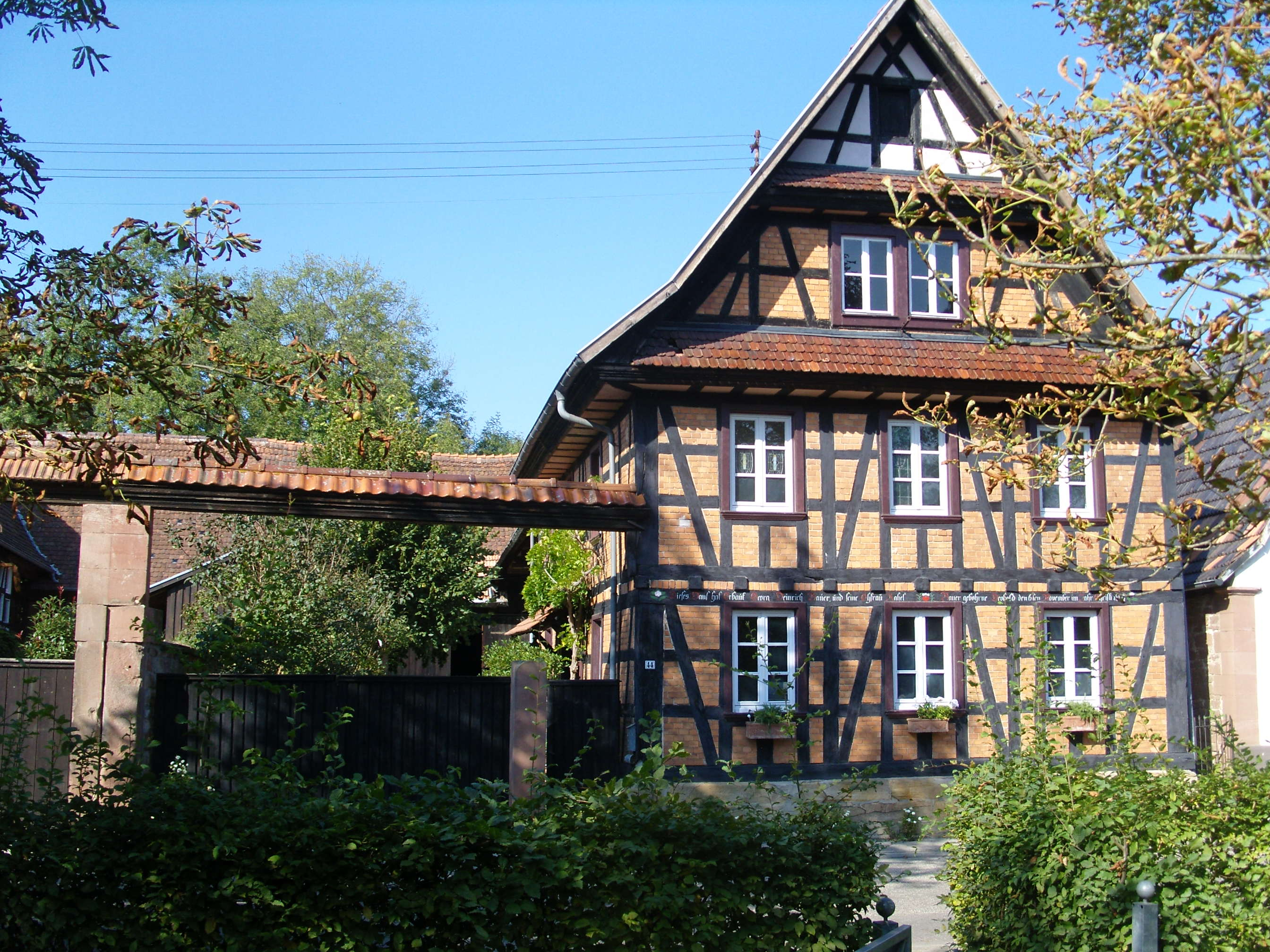
Maison typique à Vollmersweiler

Localisation de Vollmersweiler dans la Verbandsgemeide et dans l'arrondissement